# Ludwig Scotty
Ludwig Derangadage Scotty je nauruski političar i višestruki predsjednik Republike Nauru.
Scotty je odrastao u Anabaru na sjeveru Naurua. Pravo je studirao na Sveučilištu južnog Pacifika (University of the South Pacific) u Suvi (Fidži). Prvi put je izabran u parlament 1983. godine. U svom političkom djelovanju bio je i predsjednik Bank of Nauru, Nauru Rehabilitation Corporation, a bio je i u glavnom odboru Air Naurua. Neko vrijeme je služio i kao predsjednik parlamenta.
Predsjednik je prvi put postao u svibnju 2003., da bi ga ubrzo zamijenio René Harris. Drugi put je predsjednik postao u lipnju 2004. Za vrijeme njegovog mandata provedene su gospodarske reforme zemlje. U kolovozu 2007. je opet pobijedio na izborima. Unatoč mnogim problemima s kojim se Nauru susreo u 21. stoljeću, Scottyjevo razdoblje vlade karakterizirala je politička stabilnost. U prosincu 2007. na Scottyjevo mjesto došao je novi predsjednik Marcus Stephen.